# Pargas
Pargas (en finés Parainen), conocido entre 2009 y 2011 como Väståboland en sueco y Länsi-Turunmaa en finés, es una ciudad de Finlandia situada en la región de Finlandia Propia. En 2018 su población era de 15 254 habitantes. La superficie del término municipal es de 5 548,17 km², de los cuales 4 666 ,46 km² son agua. El municipio tiene una  densidad de población de 17,28 hab./km².
Limita con los municipios de Kimitoön, Sauvo, Kaarina, Turku, Naantali, Kustavi, Brändö, Sottunga y Kökar, estos tres últimos en la región de Åland.
El municipio es bilingüe con mayoría de habla sueca y minoría finesa.

## Ciudades hermanas
La ciudad de Pargas está hermanada con:
- Haninge, Suecia